# Joaquim Vieira da Silva Pinto
Joaquim Vieira da Silva Pinto (25 de outubro de 1804 – 14 de novembro de 1880), conhecido como o "Leão da Mata", foi um importante fazendeiro e militar brasileiro que desempenhou um papel crucial no desenvolvimento da Zona da Mata em Minas Gerais durante o século XIX.

## História
Joaquim Vieira da Silva Pinto nasceu na Fazenda da Cachoeira, uma propriedade de 318 alqueires em Santana do Morro do Chapéu, hoje Santana dos Montes. Filho do Capitão Antônio Vieira da Silva, um dos mais ricos fazendeiros de Pouso Alto, e de D. Feliciana Maria de São José, Joaquim cresceu em um ambiente de abundância e prestígio. Em 1825, aos 21 anos, casou-se com D. Maria Balbina de Rezende, filha do Capitão Joaquim Antônio da Silva Rezende e de D. Antônia D’Ávila Lobo Leite Pereira, neta de Maria Helena, uma das Três Ilhoas, notáveis colonizadoras de Minas Gerais.
Em 1851, recebe o titulo de Major
Joaquim fez o curso primário em casa de seus pais e embora pudesse desfrutar dos recursos e do prestígio político de sua família, preferiu construir sua própria trajetória. 

## Casamento e Vida Familiar
Em 1825, aos 21 anos, Joaquim casou-se com Maria Balbina de Rezende, filha do Capitão Joaquim Antônio da Silva Rezende e de D. Antônia D’Ávila Lobo Leite Pereira. Maria Balbina era neta de Helena Maria de Jesus, uma das "Três Ilhoas" — três mulheres açorianas cujos descendentes formaram grandes famílias em Minas Gerais e São Paulo. 
Joaquim e Maria Balbina tiveram nove filhos: 
- Coronel José Vieira de Rezende e Silva,
- Antônio Vieira de Rezende e Silva,
- Tenente Joaquim Vieira de Rezende e Silva,
- Luiz Vieira de Rezende e Silva,
- Maria Carolina de Rezende Chaves,
- Rachel Vieira de Rezende Dutra,
- Joaquina Vieira de Rezende e Silva,
- Antônia Balbina Vieira de Rezende e Silva
- Francisca Vieira de Rezende e Silva.

Esses filhos e seus descendentes continuaram a desempenhar papéis importantes no desenvolvimento econômico e político da região, contribuindo para o crescimento das fazendas ao redor da Fazenda da Glória e em freguesias vizinhas.

## Zona da Mata Mineira
Em 1842, Major Vieira mudou-se para a região de Mata, trazendo consigo sua família, gado, escravos e sementes para cultivo. Ele adquiriu 3.000 alqueires de terra e estabeleceu a Fazenda da Glória, nomeada em homenagem à Virgem Maria, de devoção familiar. Esta fazenda se tornou um centro de produção agrícola e de desenvolvimento regional, com plantações de café, cana-de-açúcar e cereais, além da criação de gado. 
A fazenda abrangia um total de 4 municipios mineiros (Cataguases, Mirai, Palma e Capivara)

## Desenvolvimento Territorial

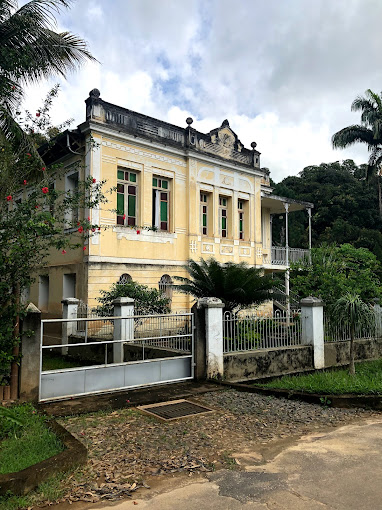
Fazenda da Glória

Joaquim Vieira foi fundamental para o desenvolvimento da região de Santa Rita do Meia-Pataca, elevando o curato à categoria de freguesia em menos de dez anos. Ele foi responsável por abrir estradas, desmatar terras para o plantio e implementar técnicas agrícolas avançadas. Sua gestão rigorosa, mas justa, estabeleceu ordem e prosperidade na região, o que lhe rendeu o apelido de "Leão da Mata". Ele também foi um defensor ativo da educação e da infraestrutura, promovendo o desenvolvimento de escolas e outras instituições públicas.

### Envolvimento Político
Major Vieira esteve profundamente envolvido na política local, alinhando-se principalmente com o Partido Conservador. Ele ocupou várias posições importantes, incluindo Guarda-Mor Substituto das minas de Ubá e Guarda-Mor do distrito de Meia-Pataca. Sua habilidade política era evidente na sua capacidade de navegar e influenciar a governança regional. Sua liderança estendeu-se a diversos papéis, como Juiz de Paz e vereador, sublinhando seu impacto na administração local.

### Legado
Sob sua liderança, a região de Santa Rita do Meia Pataca (atual Cataguases) floresceu. Ele foi nomeado Guarda-Mor substituto das minas de Ubá em 1844 e Guarda-Mor das minas do distrito do Meia Pataca em 1845. Em 1851, o curato do Meia Pataca foi elevado a freguesia, consolidando a área como um centro político e administrativo. O Major Vieira também desempenhou um papel ativo nos processos eleitorais da época, sendo um líder do Partido Conservador.

### Contribuições Específicas e Propriedades
A Fazenda da Glória não foi sua única realização. Major Vieira também foi responsável por adquirir e desenvolver outras propriedades, como a Fazenda do Rochedo, que foi gerida por seu filho, Coronel José Vieira de Rezende e Silva. A fazenda se destacou pela produção agrícola e pelas técnicas inovadoras de cultivo, além de servir como um centro de atividades sociais e culturais. A gestão dessas propriedades ajudou a estabelecer uma rede de fazendas produtivas que impulsionaram a economia local e regional.

### Impacto Cultural e Social
Além de suas contribuições econômicas e políticas, Major Vieira teve um impacto cultural significativo na região. Ele promoveu eventos sociais e religiosos que ajudaram a consolidar a comunidade local. A capela da Fazenda da Glória, por exemplo, era um ponto de encontro para celebrações religiosas e festas comunitárias. Essas atividades ajudaram a fortalecer os laços sociais e a promover um senso de identidade e coesão entre os moradores.

### Falecimento e Homenagens
Joaquim Vieira da Silva Pinto faleceu em 14 de novembro de 1880 na Fazenda da Glória. Em sua homenagem, a Câmara Municipal de Cataguases deu seu nome à Rua do Pomba em 1885. Em 1911, o Presidente do Estado de Minas Gerais, Júlio Bueno Brandão, nomeou uma colônia agrícola como "Colônia Major Vieira" em reconhecimento a suas contribuições para a região.
Major Joaquim Vieira da Silva Pinto é lembrado como uma figura icônica na história de Minas Gerais, simbolizando o espírito pioneiro e a determinação que caracterizaram a expansão e o desenvolvimento da Zona da Mata durante o século XIX.